# Vág (folyó)
A Vág (szlovákul: Váh, németül: Waag) Szlovákia leghosszabb folyója (403 km, teljes egészében Szlovákiában), a Duna bal parti mellékfolyója, Komáromnál torkollik bele. Vízgyűjtő területe közel 20 ezer km², hajózható szakasza mintegy 40 km.

## Nevének eredete
Neve a régi germán wȃg (hullámzó víz) szóból származik, a magyar nyelvbe szláv közvetítéssel került át.

## Leírása
A Vág a Duna bal parti mellékfolyója, mely a Fehér-Vág és a Fekete-Vág egyesülésével jön létre Királylehotánál a Liptói-medencében. A Fehér-Vág északon a Csorba-tó alatt, míg a Fekete-Vág délen az Alacsony-Tátrában ered. Fontosabb mellékfolyói a felső szakaszon az Árva, a Turóc és a Kiszuca. Zsolnánál délre fordul, ezután alsó folyása csak patakok vizével gazdagodik. Egykoron Pozsony és Nyitra vármegye határát képezte, de a Vágsellye és Negyed közötti részen fő folyása keletebbre kerülhetett, s ezt követően csak a holtág és a települések határai képezték a vármegyehatárt. Gútánál éri el a Kis-Dunát, ezután a folyó végső szakaszát Vág-Dunának nevezik. Ez a torkolatának közelében befogadja a Nyitrát, majd Komárom városánál éri el a Duna folyamot, annak 1766-os folyamkilométerénél.

## Mellékfolyói
| - Hibbica - Koprova-patak - Béla-patak (Belá) - Szmercsenka-patak - Bonróc-patak - Kvacsanka-patak - Árva (Orava) - Kiszuca (Kysuca) - Petronka - Styavnik - Paprandi - Marikovszka - Belavoda (Biela voda) - Tavarszki - Vlára - Dretomica - Bosác - Klanecnika (Klanečnica) - Lubina - Jablunka - Dudvág (Dudváh) | - Ipoltica - Boca (Boca) - Styavnica (Štiavnica) - Demenova - Krizsjanka - Lupcsianka (Ľupčianka) - Rőce (Revúca) - Lubochna (Ľubochnianka) - Turóc (Turiec) - Rajcsanka (Rajčanka) - Bisztro-patak (Bystrý potok) - Bellus - Teplicska (Teplička) - Nyitra (Nitra) |

## Vág melletti települések
- Liptószentmiklós (Liptovský Mikuláš)
- Rózsahegy (Ružomberok)
- Zsolna (Žilina)
- Nagybiccse (Bytča)
- Puhó (Púchov)
- Illava (Ilava)
- Trencsén (Trenčín)
- Pöstyén (Piešťany)
- Galgóc (Hlohovec)
- Vágkirályfa (Kráľová nad Váhom)
- Vágsellye (Šaľa)
- Gúta (Kolárovo)
- Komárom (Komárno)

## Vízerőművek
A folyón tíznél több vízierőmű létesült, akár falvakat is elárasztó víztározókat (például a Liptovská Mara (Liptói-tenger)) építettek.

## Vágköz
Vágközön a Duna és a mai Vág-Duna közét értik a Csilizközig. A folyótorkolatnál kialakult elkeskenyedő földnyelv „szigetcsúcsként” ismert.